# 漢花園

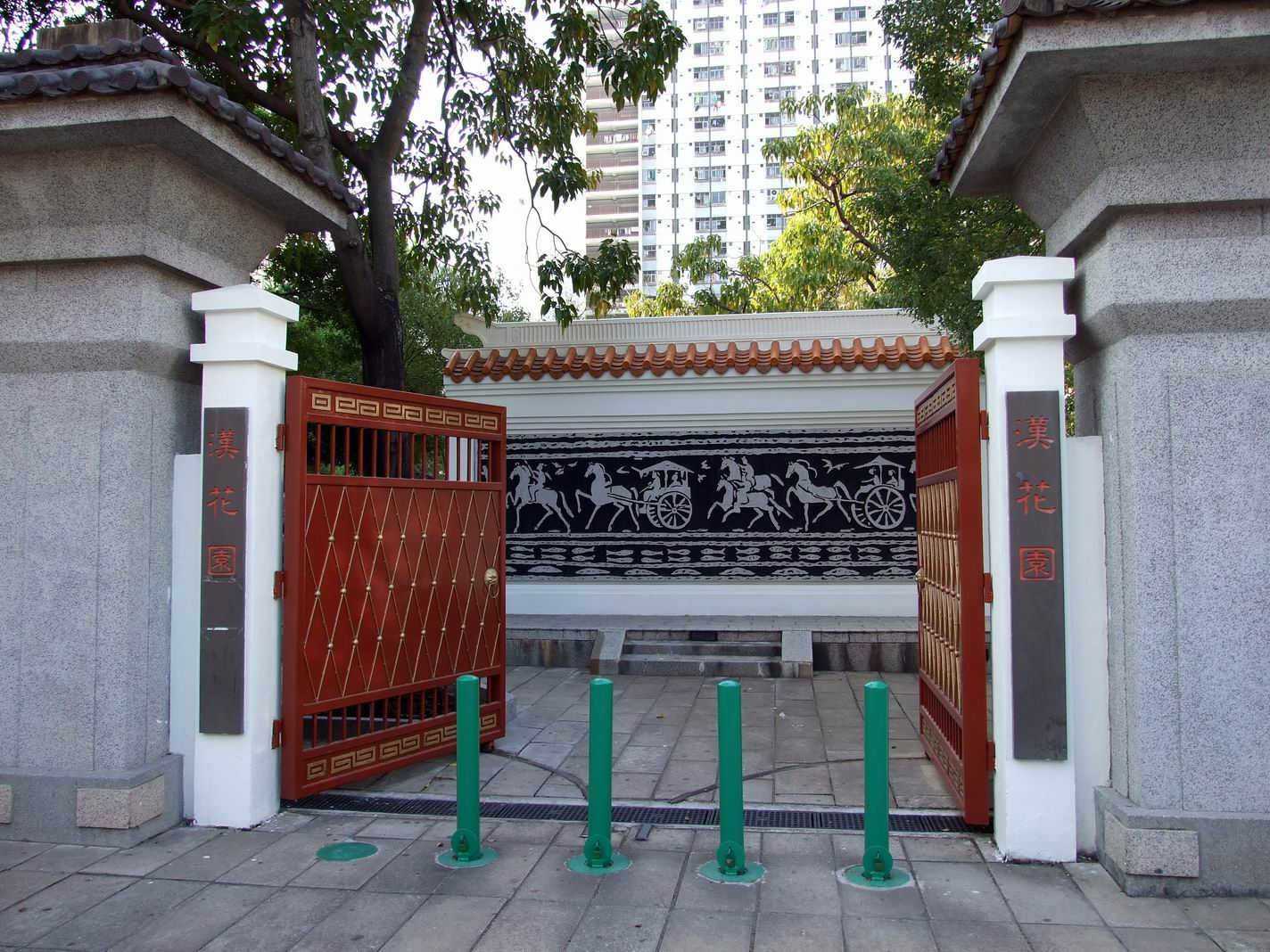
漢花園東京街入口

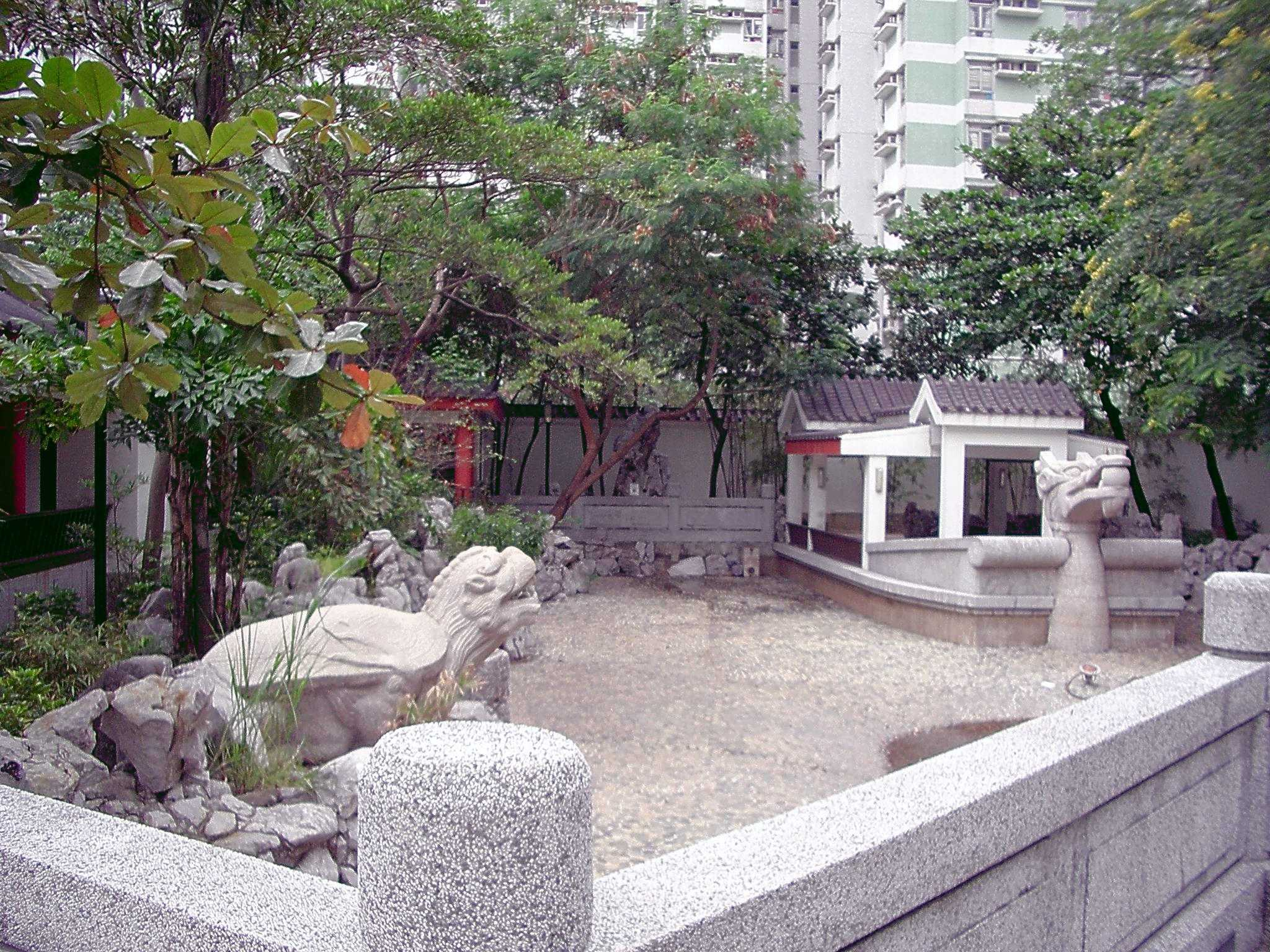
香港，漢花園的漢舫

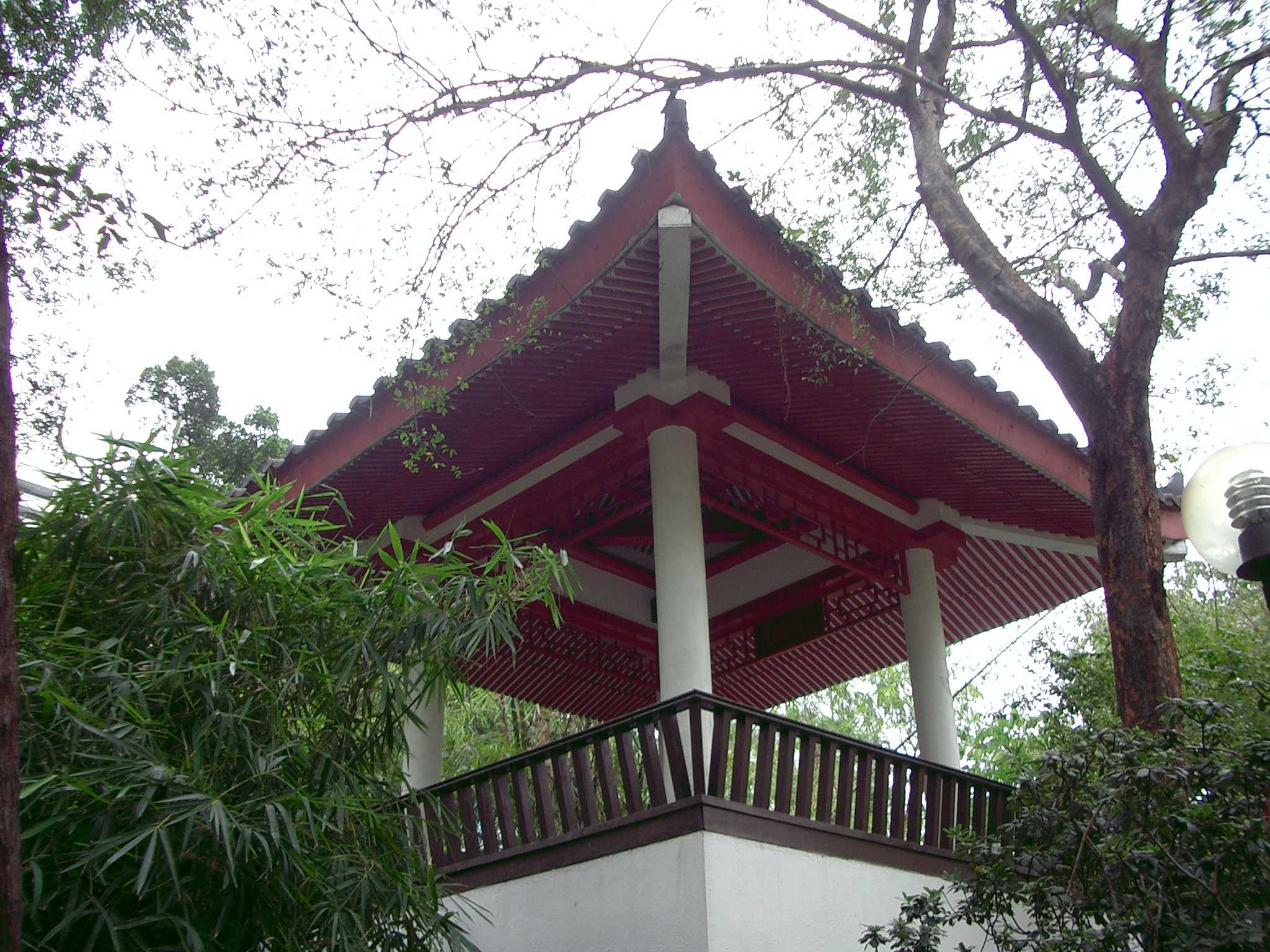
香港，漢花園的最高點的涼亭

漢花園（英語：Han Garden）位於香港的九龍長沙灣東京街，於1993年12月建成，原址是1991年拆卸的李鄭屋邨第9和第11座。園內設施仿照漢代風格建造。由香港房屋委員會管理營運，鄰近李鄭屋漢墓博物館。

## 設施
以中國漢朝時代的園林設計為主題，設有多個觀光景點。
- 「妙趣園」：以欣賞石像雕塑為中心，四周輔以涼亭供觀光客休息。
- 「蹴鞠臺」：是無蓋的四方高臺。在1993年時，為紀念香港政府營運香港公營房屋達40年，由當時的香港總督彭定康在這裡親手埋下文物囊。
- 「聽雨廊」：位於「蹴鞠臺」的旁邊，它是一道臨蓄水池邊的有蓋長走廊。
- 「漢舫」：穿過「聽雨廊」就是一條置在蓄水池飾有龍頭的石舫。
- 「怡趣亭」：位於「漢舫」的對面，透過亭的窗借出蓄水池的景致。這裡還設有屋頂倒鉤，讓民眾把自備的雀籠掛於亭頂，欣賞鳥鳴。
- 「蓄水池」：池內飼養了錦鯉及龜。
- 「弈亭」：位於蓄水池的另一方，由4組4柱的方亭所組成，整個亭的支柱為數16根，設有4檯棋盤供予遊客對弈中國象棋或圍棋。

## 開放時間
- 每日07:00-23:00。

## 鄰近的觀光熱點
- 李鄭屋漢墓博物館

## 外部連結
- 香港房屋委員會 （页面存档备份，存于）
- 李鄭屋漢墓博物館 （页面存档备份，存于）
- 漢花園的影像(2009年11月) （页面存档备份，存于）

1. ↑  華僑日報. . 1991-04-12  [2022-03-27]. （原始内容存档于2022-03-27）.